# Vukmanovac
Vukmanovac es un pueblo ubicado en la municipalidad de Rekovac, en el distrito de Pomoravlje, Serbia.

## Superficie
Posee una superficie de 8,283 kilómetros cuadrados.

## Demografía
Hasta 2011 la población era de 	358 habitantes, con una densidad de población de 43,22 habitantes por kilómetro cuadrado.